# Poziom diagnostyczny gleby

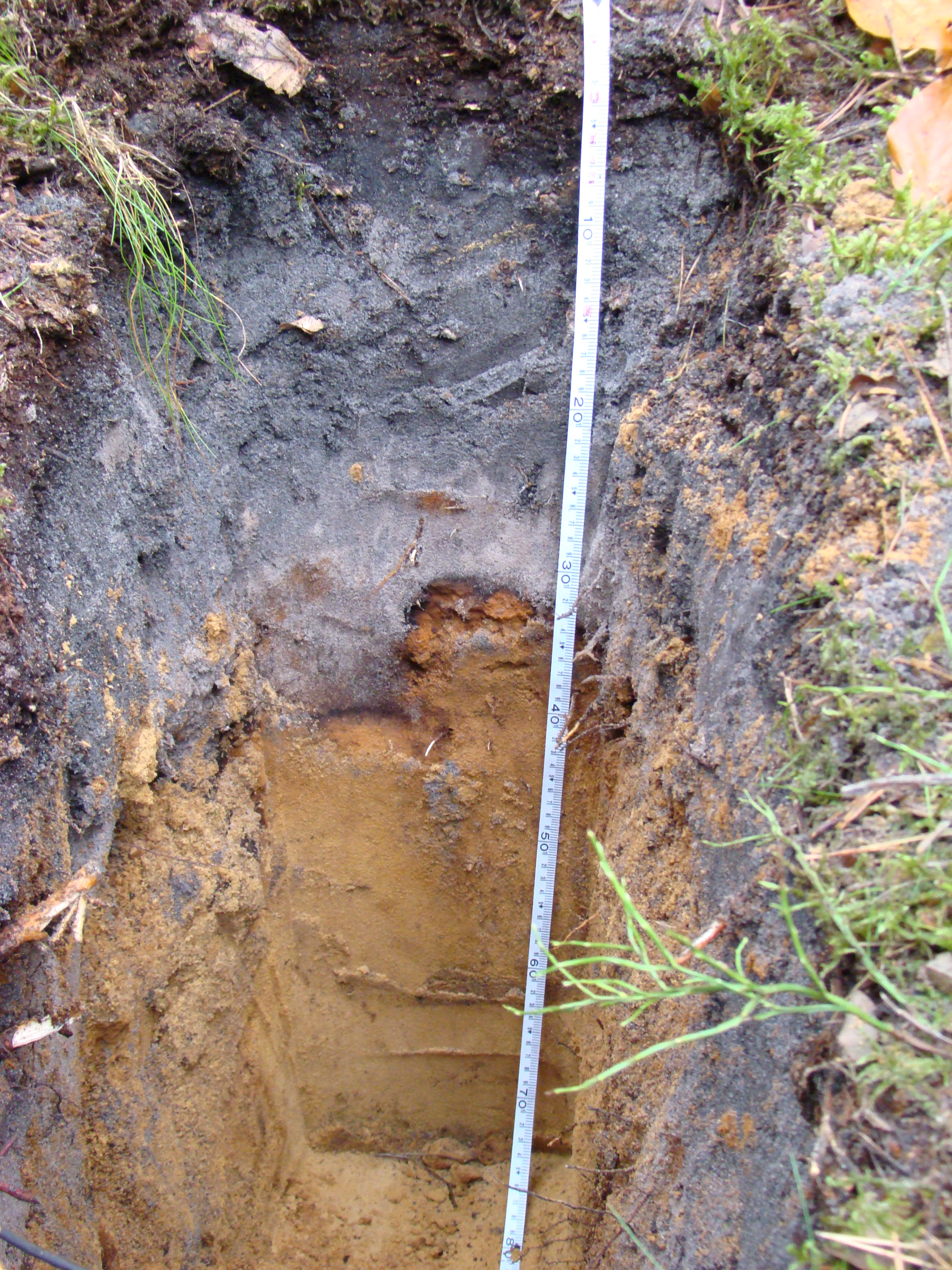
Gleba bielicowa z diagnostycznymi poziomami folik (na powierzchni), albik (biały) i spodik (rdzawy)

Poziom diagnostyczny gleby – poziom glebowy o ściśle zdefiniowanych cechach, które są ilościowe i mierzalne.
Podobnie jak poziom genetyczny gleby jest to mniej więcej równoległa do powierzchni ziemi część profilu glebowego odróżniająca się różnymi cechami od sąsiednich poziomów. Poziomy genetyczne definiuje się jednak (subiektywnie, lecz wykorzystując mierzalne cechy i nabyte doświadczenie — dość dokładnie i porównywalnie) na podstawie występujących w nich procesów glebotwórczych, a poziomy diagnostyczne wydziela się na podstawie dokładnie zdefiniowanych, mierzalnych (w terenie lub laboratorium) i możliwych do przedstawienia liczbowo, cech morfologicznych i właściwości fizycznych i chemicznych. Najczęściej jest to kryterium miąższości, barwy, uziarnienia, zawartości materii organicznej, pH, nasycenia kompleksu sorpcyjnego kationami zasadowymi itp.
Poziom glebowy, w którym zachodzi dany proces (np. proces brunatnienia) będzie traktowany jako poziom genetyczny, lecz jeżeli nie spełnia on wszystkich ilościowych cech poziomu kambik, nie może być traktowany jako poziom diagnostyczny gleb brunatnoziemnych. Sytuacja taka zachodzi najczęściej w początkowej fazie formowania, gdzie już dominujący proces jest rozpoznawalny, lecz nie przekształcił on jeszcze wystarczająco gleby by materiał spełniał warunki poziomu kambik. Taka gleba wtedy mogłaby być zaliczona np. do gleb słabo ukształtowanych.
Podejście genetyczne jest historycznie pierwsze, dopiero z czasem środowisko gleboznawców zaczęło się skłaniać ku cechom ilościowym. Podejście ilościowe jest od początku charakterystyczne dla systematyki USDA Soil Taxonomy. Z czasem zaczęto je stosować w systematyce WRB i systematykach narodowych. W Polsce poziomy diagnostyczne zaczęto stosować do wydzielania rzędów lub typów gleb od 1989 r. Oprócz ściśle zdefiniowanych poziomów diagnostycznych aktualnie wyróżnia się również materiały i właściwości diagnostyczne.

## Poziomy diagnostyczne w 6 wydaniu systematyki gleb Polski (2019)
Poniższa lista obejmuje skrócone, uproszczone opisy poziomów diagnostycznych według systematyki gleb Polski 2019.
Powierzchniowe organiczne poziomy diagnostyczne:

### folik
Powierzchniowy poziom organiczny (≥20% Corg) o miąższości min. 10 cm. Składa się ze słabo rozłożonych resztek roślinności leśnej lub łąkowej (ściółki) i jest nasycony wodą poniżej 30 kolejnych dni w roku.

### histik
Powierzchniowy poziom organiczny (≥12% Corg) o miąższości min. 10 cm. Powstaje w warunkach słabej areacji (okresowe lub stałe zawodnienie) i jest nasycony wodą przynajmniej 30 kolejnych dni w roku (chyba że jest sztucznie odwadniany). Budują go torfy, muły, gytie i mursze, lecz >50% stanowi materiał organiczny o cechach pierwotnych bez tlenowego przeobrażenia.

### murszik
Powierzchniowy poziom organiczny (≥12% Corg) o miąższości min. 10 cm. Powstaje poprzez pedogeniczne przeobrażenie w mursz pierwotnych materiałów organicznych (torfu, mułu, gytii) po ich trwałym odwodnieniu. ≥50% poziomu po odwodnieniu wykazuje trwałą pedogeniczną strukturę agregatową. Z torfów powstaje częściej struktura ziarnista, pryzmatyczna, foremnowielościenna angularna lub subangularna. Z mułów i gytii – płytkowa. Dobrze ukształtowany murszik dzieli się na podpoziomy: M1: drobnoagregatowy, darniowy lub orny, M2: drobnoagregatowy z luźno ułożonymi agregatami, M3: masywny lub o strukturze grubopryzmatycznej, niekiedy z cechami wmycia próchnicy.
Powierzchniowe mineralne poziomy diagnostyczne:

### antrik
Ciemno-zabarwiony poziom o miąższości min. 30 cm, pod kątem barwy, struktury i ilości materii organicznej podobny do poziomu mollik lub umbrik. Bezpośrednio pod nim gwałtownie maleje aktywność fauny glebowej (<5% obj. śladów). Może mieć ostrą dolną granicę, grudki wapna z nawożenia lub podwyższoną ilość fosforu. Antrik powstaje wskutek długotrwałej uprawy (głębokiej orki, wapnowania, nawożenia mineralnego lub organicznego) lecz antropogeniczne przekształcenie nie jest jeszcze tak zaawansowane jak w poziomie hortik.

### arenimurszik
Ciemno-zabarwiony poziom o miąższości min. 30 cm, pod kątem barwy i ilości materii organicznej podobny do poziomu mollik lub umbrik. Wyróżnia go uziarnienie piasku luźnego – piasku gliniastego oraz bardzo mała ilość połączeń próchniczno-ilastych. Zbyt mała zawartość frakcji iłowej prowadzi do dominacji w próchnicy glebowej schelatowanych próchnicznych kompleksów wielocząsteczkowych, które łatwo oddzielają się od ziaren mineralnych. Przynajmniej 10% ziaren piasku jest pozbawiona otoczek próchnicznych, a przy rozcieraniu w dłoni materia organiczna łatwo się oddziela od piasku. Struktura jest nietrwała lub bardzo nietrwała. W zależności od ilości materii organicznej arenimurszik ma dwie odmiany: murszowatą, gdzie 6%<Corg<12%; albo murszastą, gdzie Corg<6%.

### hortik
Ciemny (wg Munsella o nasyceniu i jasności w stanie wilgotnym ≤3), próchniczny (≥1% Corg) poziom o miąższości min. 30 cm. Podobnie jak antrik powstał on wskutek długotrwałej uprawy (głębokiej orki, intensywnego wapnowania i nawożenia organicznego i mineralnego) lecz antropogeniczne przekształcenie jest widoczne w większej ilości kryteriów. Duża zawartość próchnicy, zasobność w składniki pokarmowe (w tym podwyższona ilość fosforu), pH≥5,5 oraz dobrze rozwinięta struktura zapewniają dogodne warunki roślinom i faunie glebowej (której obecność widać w ≥25% objętości). Wskazówką jest występowanie artefaktów (fragmenty ceramiki, kości, cegieł), lecz nie jest to wymagane.

### mollik
Zazwyczaj ciemny (wg Munsella zazwyczaj o nasyceniu i jasności w stanie wilgotnym ≤3, wyższe dla piasków i dużych ilości CaCO3), strukturalny, poziom próchniczny (0,6%≤Corg<20%) zasobny w składniki pokarmowe, zapewniający roślinom i faunie glebowej dobre warunki rozwoju. Ma pH ≥5,5. Dobrze rozwinięta struktura powoduje, że w stanie suchym nie jest on masywny ani zbity. Może powstać naturalnie lub z przy udziale działalności człowieka.

### umbrik
Poziom próchniczny spełniający wszystkie kryteria dla poziomu mollik, z wyjątkiem pH, które wynosi <5,5. Zapewnia on dobre warunki dla rozwoju roślin i fauny glebowej, gdzie ograniczeniem jest niewielkie wysycenie kompleksu sorpcyjnego kationami zasadowymi i kwaśny odczyn. Może powstać naturalnie lub z przy udziale działalności człowieka.
Podpowierzchniowe poziomy diagnostyczne:

### albik
Poziom mineralny o miąższości przynajmniej 1 cm, z którego nastąpiło selektywne wymycie próchnicy i związków żelaza i glinu powodujące zubożenie w te składniki w stosunku do poziomu leżącego niżej oraz charakterystyczne rozjaśnienie lub wybielenie. Zdecydowana większość materiału musi mieć jasność wg Munsella od przynajmniej 4 do przynajmniej 6 (w zależności od nasycenia barwy) w stanie mokrym i przynajmniej 5-7 w stanie suchym. Przynajmniej połowa ziaren piasku nie może mieć otoczek próchniczno-żelazistych.

### argik
Poziom iluwialnego wzbogacenia we frakcję iłu wymytego z poziomów leżących powyżej. Ma on miąższość min przynajmniej 15 cm oraz przynajmniej 1/10 materiału mineralnego leżącego powyżej. Naturalnie występuje pod poziomem eluwialnym, lecz na terenach erodowanych może być bezpośrednio pod poziomem próchnicznym lub na powierzchni. Ma on uziarnienie piasku gliniastego lub drobniejsze i zawiera przynajmniej 8% iłu w częściach ziemistych. Iluwiacja frakcji iłowej może się przejawiać poprzez połączenia (mostki) z zorientowanych cząstek iłu pomiędzy ≥20% ziaren piasku lub otoczki (wyściółki) ilaste na ≥20% agregatów lub jeżeli występuje naturalny poziom eluwialny bez nieciągłości litogenicznej to argik może mieć ≥4% lub 1,4 razy więcej iłu (w zależności czy poziom eluwialny ma <10%, czy ≥10% iłu).

### eluwik
Poziom iluwialnego zubożenia we frakcje iłową, często również w związki żelaza o miąższości ≥1 cm. Ich częściowe wymycie w głąb profilu gleby powoduje mniejszą procentową ilość iłu niż poniżej, rozjaśnienie barwy oraz zmiana struktury. Jasność barwy wg Munsella ma wartość od min. 4 do min. 6 (w zależności od nasycenia) w stanie wilgotnym i min 5-7 w stanie suchym. Ponieważ zmiana barwy i uziarnienia może wynikać z nieciągłości litogenicznej należy zaobserwować w terenie przejawy eluwiacji w postaci braku (lub znacznie mniejszej ilości) otoczek, wyściółek i mostków ilastych w stosunku do poziomu leżącego poniżej.

### kalcik
Poziom mineralny o miąższości ≥15 cm zawierający ≥5% objętości makroskopowo rozpoznawalnych w terenie wtórnych (pedogenicznych) węglanów w formie wytrąceń (żyłki, pseudomycelia, ryzolity, otoczki, nodule). Zawiera on również ≥15% CaCO3 w częściach ziemistych, lecz te węglany mogą pobyć zarówno wtórne, jak i pierwotne (litogeniczne; skały węglanowe, kreda jeziorna, trawertyn).

### kambik
Podpowierzchniowy, mineralny poziom przemian materiału w glebie o miąższości ≥15 cm, gdzie cechy pedogeniczne przeważają nad litogenicznymi, poza cechami wynikającymi z iluwiacji. Obejmuje poziomy powstałe przy klasycznym procesie brunatnienia, jak i innych procesów, szczególnie biologicznych. Ma on uziarnienie gliny piaszczystej lub drobniejsze, ≥50% objętości ma strukturę pedogeniczną, różną od skały macierzystej a także, przy braku nieciągłości litogenicznej: ma barwę w stanie wilgotnym o większym nasyceniu lub bardziej czerwonym odcieniu niż poziom leżący poniżej lub powyżej; lub ma ≥5% mniej węglanów lub siarczanów lub ma barwę w stanie wilgotnym o mniejszej jasności niż poziom leżący poniżej. Nie jest on poziomem próchnicznym, ani nie spełnia równocześnie kryteriów innych poziomów diagnostycznych.

### rubik
Poziom mineralny o miąższości ≥15 cm, wzbogacony allochtonicznie lub autochtonicznie w związki żelaza (czasem też manganu) przez podsiąk kapilarny lub spływ podpowierzchniowy wód gruntowych zasobnych w żelazo. Nie może być rudą darniową. Specyficzne przemiany mineralogiczne skutkują charakterystyczną czerwono-brunatno-bordową barwą, przynajmniej o dwa stopnie bardziej czerwoną niż skała macierzysta (zwykle o odcieniu bardziej czerwonym niż 7,5YR i nasyceniu ≥5).

### siderik
Podpowierzchniowy, piaszczysty, mineralny poziom przemian materiału w glebie o miąższości ≥15 cm, gdzie cechy pedogeniczne przeważają nad litogenicznymi. Ma on uziarnienie piasków gliniastych lub grubsze, rdzawą barwę (w stanie wilgotnym 7,5YR lub 10YR, jasność 4-6, nasycenie ≥3, albo gdy skała macierzysta taką ma to bardziej czerwoną, ciemniejszą lub o większym nasyceniu) oraz pedogeniczną (często nietrwałą) strukturę w >50% objętości. Nie jest on poziomem ornym, ani nie spełnia równocześnie kryteriów innych poziomów diagnostycznych.

### spodik
Podpowierzchniowy, mineralny, ciągły poziom iluwialny o miąższości ≥2,5 cm, powstały przez akumulację amorficznych związków żelaza i glinu oraz próchnicy. W ≥85% poziomu: ≥0,5% Corg lub gęstość optyczna ekstraktu szczawianowego (ODOE)≥2,5; oraz jeżeli powyżej jest poziom albik bez nieciągłości litogenicznej to barwa poziomu spodik jest czerwona; lub jest scementowany tak, że układ jest przynajmniej zbity lub ≥10% piasku jest pokryte spękanymi otoczkami lub zawiera ODOE≥2,5 lub Alo+1/2Feo≥0,5% i 2 razy większe niż w poziomie powyżej lub składa się z żelazistych lamelli (≥10% w 25 cm). W niektórych bielicach przyjmuje charakter orsztynu. W obrębie spodik mogą występować cienkie, nieprzepuszczalne warstewki o charakterze placik.

### wertik
Poziom o miąższości ≥25 cm zawierający ≥30% frakcji iłowej, z tak dużą ilością pęczniejących minerałów ilastych, że dominującym zjawiskiem kształtującym glebę jest naprzemienne pęcznienie, w fazie uwilgotnienia, i kurczenie się, w fazie przesuszenia, masy glebowej. Widoczne są szczeliny z pęcznienia i kurczenia, nieraz wypełnione materiałem próchnicznym z powierzchni, a także powierzchnie ślizgu (slickensides) w ≥10% objętości lub w 20% objętości wrzecionowate lub soczewkowe agregaty strukturalne o dłuższej osi odchylonej od poziomu o 10-60°.

## Poziomy diagnostyczne w 5 wydaniu systematyki gleb Polski (2011)
Poniższa lista obejmuje skrócone, uproszczone opisy poziomów diagnostycznych według systematyki gleb Polski 2011.
Powierzchniowe poziomy diagnostyczne (epipedony):

### anthric
Tworzy się na skutek długiej uprawy i nawożenia gleb odpadkami lub nawozami organicznymi będącymi źródłem dużych ilości P i Ca w glebie. Jest podobny do poziomu mollic. Ma miąższość ≥20 cm i wpływ człowieka jest widoczny poprzez występowanie podeszwy płużnej lub grudek wapnia nawozowego lub występowania >1,5 g•kg−1 gleby fosforu (P2O5). Występuje w glebach antropogenicznych. 

### folic
Powierzchniowy poziom organiczny (≥20% C organicznego) o miąższości min. 10 cm (jeżeli mniej, to po wymieszaniu 10 cm od powierzchni zawartość C org. jest ≥20%). Składa się ze słabo rozłożonych resztek roślinności leśnej i jest nasycony wodą nie więcej niż 30 kolejnych dni w roku. Występuje w glebach leśnych.
Uwaga: w międzynarodowej systematyce gleb WRB również wydziela się poziom folic. Jest on podobny, lecz nie musi on być wydzielany na podstawie identycznych kryteriów.

### histic
Składa się z organicznych materiałów glebowych — torfu, mułu lub gytii i zawiera 20-30% materii organicznej (12-20% C org.) proporcjonalnie do zawartości iłu (od 0% do ≥60%). Często jest nasycony wodą > 30 kolejnych dni w roku. Jego miąższość wynosi 10–40 cm w glebach mineralnych i ≥40 cm w glebach organicznych.
Uwaga: w międzynarodowej systematyce gleb WRB oraz amerykańskiej Soil Taxonomy również wydziela się poziom histic. Jest on podobny, lecz nie musi on być wydzielany na podstawie identycznych kryteriów.

### hortic
Tworzy się na skutek długiej, głębokiej uprawy i nawożenia gleb kompostem lub odpadkami organicznymi. Jest dobrze wymieszany i może zawierać małe artefakty. Jest podobny do poziomu mollic. Ma ciemną barwę, min. 1% C org., zawartość P2O5 ≥100 g•kg−1, wysycenie kompleksu sorpcyjnego kationami zasadowymi >50%. Występuje w glebach antropogenicznych.
Uwaga: w międzynarodowej systematyce gleb WRB również wydziela się poziom hortic. Jest on podobny, lecz nie musi on być wydzielany na podstawie identycznych kryteriów.

### mollic
Powierzchniowy poziom o ciemnej barwie, dobrze rozwiniętej strukturze gruzełkowatej, zawierający ≥1% materii organicznej (≥0,6 C org.), a zawartość P2O5 <1,5 g•kg−1. Wysycenie kompleksu sorpcyjnego kationami zasadowymi >50%. Minimalna miąższość wynosi 10 cm (gdy leży na skale), 18 cm (gdy strop niektórych innych poziomów diagnostycznych w profilu zalega płycej niż 75 cm) lub 25 cm (w pozostałych przypadkach). Jest poziomem diagnostycznym gleb czarnoziemnych.
Uwaga: w międzynarodowej systematyce gleb WRB oraz amerykańskiej Soil Taxonomy również wydziela się poziom mollic. Jest on podobny, lecz nie musi on być wydzielany na podstawie identycznych kryteriów.

### murszowy
(ang. murshic) Poziom organiczny (≥20% materii organicznej), który powstał w procesie tlenowego rozkładu i humifikacji takich materiałów organicznych jak torf, gytia lub muł (proces murszenia). Ma strukturę ziarnistą, pryzmatyczną, angularną, rzadziej płytkową. Zawiera <15% wyjściowego nierozłożonego materiału organicznego i miąższość >15 cm. Humus częściej tworzy schelatowane kompleksy wielocząsteczkowe niż kompleksy mineralno-organiczne z frakcją ilastą. W pełni ukształtowany poziom murszowy różnicuje się na 3 poziomy: M1—poziom darniowy lub uprawny, M2—poziom z luźno ułożonych drobnych agregatów (ziaren, pryzmatów), M3—poziom o masywnej, spękanej zhumifikowanej masie organicznej lub o strukturze grubopryzmatycznej. Jest poziomem diagnostycznym dla organicznych gleb murszowych.

### murszasty
Poziom mineralny (<20% materii organicznej) o barwie podobnej do mollic, lecz ze względu na zbyt małą ilość iłu (uziarnienie piasków luźnych lub słabogliniastych) próchnica nie tworzy kompleksów ilasto-próchnicznych lecz schelatowane kompleksy wielkocząsteczkowe o frakcji pyłu. Mineralne ziarna piasku mają barwę pierwotną i zazwyczaj są dobrze widoczne w ciemnej masie organicznej. Często można w nim spotkać resztki storfiałych materiałów organicznych. Miąższość poziomu wynosi >15 cm. Jest poziomem diagnostycznym dla gleb murszastych i murszowatych. 

### ochric
Mineralny poziom powierzchniowy nie spełniający kryteriów poziomów mollic, umbric, plaggic, histic, murszowego i murszastego gdyż jest za suchy, zbyt małej miąższości, ma za mało materii organicznej, jest zbyt jasny lub ma zbyt duże nasycenie barwy. Może on występować we wszystkich glebach oprócz organicznych, czarnoziemnych i bielic.

### plaggic
Wytworzony przez człowieka, miąższości >20 cm, poziom próchniczny powstały poprzez setki lat nawożenia obornikiem, ściółką leśną lub słomą. Zawiera artefakty (odłamki ceramiki, cegieł itp.) i zazwyczaj ślady przekopywania i warstewki różnych materiałów. Ma barwę czarną do brunatnej, zawartość materii organicznej wynosi >1% (zwykle 1,5-4%), a uziarnienie od piasków luźnych do glin piaszczystych. Zazwyczaj tworzy on lokalne wyniesienia powyżej powierzchni terenu nieuprawianego. Jest poziomem diagnostycznym dla gleb antropogenicznych.
Uwaga: w międzynarodowej systematyce gleb WRB również wydziela się poziom plaggic. Jest on podobny, lecz nie musi on być wydzielany na podstawie identycznych kryteriów.

### umbric
Ciemny, miąższy, próchniczny poziom powierzchniowy, zazwyczaj o znacznej ilości materii organicznej, spełniający wszystkie kryteria poziomu mollic z wyjątkiem wysycenia kompleksu sorpcyjnego kationami zasadowymi, które w poziomie umbric wynosi <50%. Nie zawiera on śladów działalności człowieka. Występuje on najczęściej w glebach kwaśnych.
Uwaga: w międzynarodowej systematyce gleb WRB oraz amerykańskiej Soil Taxonomy również wydziela się poziom umbric. Jest on podobny, lecz nie musi on być wydzielany na podstawie identycznych kryteriów.
Podpowierzchniowe poziomy diagnostyczne (endopedony):

### agric
Poziom iluwialny (wmycia) występujący bezpośrednio pod uprawnym poziomem próchnicznym. Powstaje pod wpływem długotrwałej uprawy roli. Woda deszczowa wynosi próchnicę, cząstki iłu i pyłu z poziomu uprawnego i osadza w szczelinach i kanalikach poziomu położonego poniżej. Poziom ten ma ≥10 cm miąższości i ≥5% objętości materiału namytego. Występuje najczęściej w glebach płowych. 

### albic
Poziom eluwialny (wymycia) z którego selektywnie zostały, gł. przez rozpuszczalne kwasy fulwowe, wymyte niektóre produkty rozkładu minerałów, zwłaszcza Al i Fe. Nadaje mu to charakterystyczną białą lub jasnoszarą barwę. Ma on miąższość ≥1 cm i ≥85% materiału diagnostycznego albic. Ma on uziarnienie od piasku luźnego do (rzadko) glin piaszczystych, odczyn kwaśny i zazwyczaj < 20% wysycenia kompleksu sorpcyjnego kationami zasadowymi. Czasem występują ślady oglejenia opadowego. Występujący pod poziomem albic poziom spodic rozdziela wyraźna lub ostra granica, często przybierając formę nieregularnych języków. Procentowa zawartość Alo+1/2 Feo jest co najmniej dwukrotnie mniejsza niż w poziomie spodic. Jest charakterystyczny dla gleb bielicoziemnych.
Uwaga: w amerykańskiej Soil Taxonomy również wydziela się poziom albic. Jest on podobny, lecz nie musi on być wydzielany na podstawie identycznych kryteriów.

### argic
Poziom iluwialny, do którego została wmyta frakcja iłu z położonego nad nim poziomu luvic lub orno-próchnicznego. Zdarza się, że wierzchnie poziomy są zerodowane i poziomem argic jest na powierzchni lub bezpośrednio pod poziomem próchnicznym (gleby o niepełnym profilu, tzw. ogłowione). Gdy poziom eluwialny ma <15% iłu poziom argic ma od niego o 3% więcej iłu; gdy 15-40% — 1,2 razy więcej; >40% — o 8% więcej. Wykazuje cechy iluwiacji frakcji ilastej takie jak np. powłoczki ilaste ze zorientowanych cząstek iłu pomiędzy agregatami lub w porach. Minimalna miąższość wynosi 7,5 – 15 cm w zależności od uziarnienia. Jest poziomem diagnostycznym gleb płowoziemnych.
Uwaga: w międzynarodowej systematyce gleb WRB oraz amerykańskiej Soil Taxonomy również wydziela się poziom argic. Jest on podobny, lecz nie musi on być wydzielany na podstawie identycznych kryteriów.

### calcic
Poziom iluwialny wtórnego (pedogenicznego) nagromadzenia węglanów, gł. węglanu wapnia (CaCO3). Występuje on przede wszystkim w postaci białych warstewek, mącznych wypełnień, zwisów soplowatych lub stwardniałych konkrecji (np. tzw. laleczek lessowych). Ma miąższość ≥15 cm i nie jest scementowany. Zazwyczaj zawiera ≥15% CaCO3 i 5% więcej niż w poziomie poniżej. Występuje w czarnych ziemiach, czarnoziemach i glebach płowych.
Uwaga: w międzynarodowej systematyce gleb WRB oraz amerykańskiej Soil Taxonomy również wydziela się poziom calcic. Jest on podobny, lecz nie musi on być wydzielany na podstawie identycznych kryteriów.

### cambic

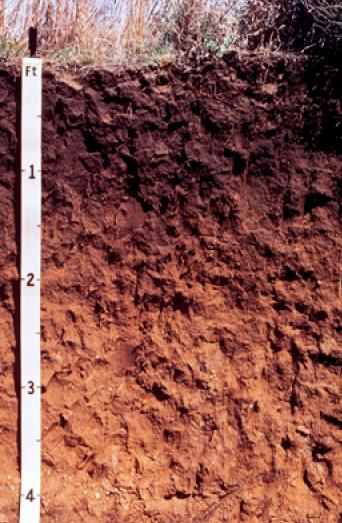
Gleba z brunatnym poziomem cambic poniżej poziomu próchnicznego

Poziom intensywnych przemian fizycznych (np. przemieszczanie się cząsteczek gleby, procesy mrozowe), chemicznych (np. wietrzenie minerałów pierwotnych i tworzenie się minerałów ilastych) i biologicznych (wpływ korzeni roślin i fauny glebowej) materiału in situ. Ma miąższość ≥15 cm, spąg przynajmniej na głębokości 25 cm i uziarnienie piasków gliniastych lub drobniejsze. Może mieć on strukturę inną niż materiał macierzysty lub intensywniejszą, jaśniejszą, bardziej czerwoną barwę lub ślady wymycia węglanów albo gipsu. Może wykazywać podobieństwo i niektóre cechy argic lub spodic. Jest poziomem diagnostycznym gleb brunatnoziemnych, lecz może również z rzadka występować w innych rzędach.
Uwaga: w międzynarodowej systematyce gleb WRB oraz amerykańskiej Soil Taxonomy również wydziela się poziom cambic. Jest on podobny, lecz nie musi on być wydzielany na podstawie identycznych kryteriów.

### fragic
Stwardniały poziom o dużym zagęszczeniu materiału (gęstość objętościowa ρc>1,75 Mg•m−3). Składa się on z grubych lub bardzo grubych poligonów lub pryzm oddzielonych pionowymi, wybielonymi, mniej zbitymi płaszczyznami. Na przekroju poziomym (patrząc od góry, gdy zdejmie się wierzchnie poziomy) wygląda jak siatka jaśniejszych wieloboków (wybielone płaszczyzny) z ciemniejszym wnętrzem (pryzmy). W pionowej odkrywce glebowej widać cienkie, sięgające głęboko zacieki (wybielone płaszczyzny) ze zbitym, ciemniejszym materiałem pomiędzy. Tworzy się w glebach gliniastych, pyłowych, rzadziej piaszczystych. Może, lecz nie musi zalegać pod poziomami cambic, luvic, argic lub spodic. Zazwyczaj wykazuje plamy oglejenia, bardzo małą wodoprzepuszczalność i brak korzeni wewnątrz poligonów. W Polsce może występować przede wszystkim w glebach płowoziemnych.
Uwaga: w międzynarodowej systematyce gleb WRB również wydziela się poziom fragic. Jest on podobny, lecz nie musi on być wydzielany na podstawie identycznych kryteriów.

### glossic
Rozwija się z poziomów argic lub cambic z których frakcja iłu i tlenki Fe są wypłukiwane w formie pionowych, językowatych zacieków materiału luvic. Pomiędzy nimi znajdują się pozostałości iluwialnego poziomu argic. Miąższość wynosi ≥5 cm. Morfologicznie może być podobny do poziomu fragic. Jest poziomem diagnostycznym gleb płowych zaciekowych.
Uwaga: w amerykańskiej Soil Taxonomy również wydziela się poziom glossic. Jest on podobny, lecz nie musi on być wydzielany na podstawie identycznych kryteriów.

### luvic
Eluwialny poziom o grubości ≥1 cm składający się głównie z materiału, przynajmniej częściowo, odmytego z frakcji ilastej. Występuje pod poziomem próchnicznym, poziomem cambic lub (gdy jest on zerodowany) na powierzchni. Pod nim zalega poziom argic lub fragic. Jest charakterystyczny dla gleb płowoziemnych. 

### orsztynowy
Odmiana poziomu spodic składająca się z diagnostycznego materiału spodic o miąższości ≥2,5 cm i jest scementowany co najmniej w 50% (orsztyn). 

### placic
Poziom scementowany Fe (o barwie ciemnoczerwonej) lub Fe, Mn i kompleksami żelazisto-próchnicznymi (o barwie czarnej) o miąższości 1–40 mm (zazwyczaj 2–10 mm). Składa się z poziomych, czasem pofalowanych warstewek powstających głównie w górnych 50 cm profilu. Stanowią one przeszkodę dla wody i korzeni roślin. Terenowa identyfikacja zwykle jest łatwa, lecz jego geneza nie jest jeszcze wyjaśniona. Może występować w glebach płowoziemnych i bielicoziemnych.
Uwaga: w amerykańskiej Soil Taxonomy również wydziela się poziom placic. Jest on podobny, lecz nie musi on być wydzielany na podstawie identycznych kryteriów.

### rubic
Czerwony poziom wzbogacenia w związki Fe zalegający pod poziomami próchnicznymi ochric lub umbric. Wzbogacenie w Fe wynika zarówno z podsiąku kapilarnego wody gruntowej jak i z podpowierzchniowego spływu wody zawierającej związki Fe. Czerwony kolor pochodzi od śladowych ilości hematytu. Ma miąższość ≥15 cm i uziarnienie piasku gliniastego lub gliny piaszczystej. Poziom diagnostyczny gleb ochrowych.

### salic
Zawiera wtórnie (pedogenicznie) nagromadzone sole łatwiej rozpuszczalne w zimnej wodzie niż gips. Przewodność elektryczna właściwa wyciągu z pasty nasyconej ECe≥15 dS•m−1 (25 °C), miąższość >15 cm, a iloczyn tych dwóch wartości musi być >450. Jest poziomem diagnostycznym gleb słonych.
Uwaga: w międzynarodowej systematyce gleb WRB oraz amerykańskiej Soil Taxonomy również wydziela się poziom salic. Jest on podobny, lecz nie musi on być wydzielany na podstawie identycznych kryteriów.

### sideric
Podpowierzchniowy, rdzawy poziom akumulacji in situ amorficznych tlenków Fe, Al i małej ilości próchnicy w postaci nieruchliwych kompleksów glinowo-żelazisto-próchnicznych. Jest podobny do cambic, z tą różnicą, że ma uziarnienie piasków luźnych lub słabogliniastych, a jego spąg zazwyczaj odcina się wyraźnie od niżej leżącego materiału. Miąższość wynosi ≥15 cm (zwykle 30–70 cm), a pH — 4→5. Procentowa zawartość pedogenicznych tlenków Fe i Al jest ≥ niż w poziomie próchnicznym, w przypadku zapoczątkowanej iluwiacji zawartość Alo+1/2 Feo ≤ 2•(Alo+Feo) poziomu nadległego. Stopień wysycenia kompleksu sorpcyjnego kationami o charakterze zasadowym zazwyczaj wynosi < 30%. Poziom diagnostyczny gleb rdzawych. 

### spodic
Poziom iluwialnej akumulacji amorficznych tlenków Fe, Al i próchnicy. Zazwyczaj występuje pod poziome albic, w glebach zerodowanych lub zaoranych — pod poziomem próchnicznym. Ma on barwę od brązowoczarnej po rdzawą. Miąższość wynosi ≥2,5 cm, pH w wodzie ≤5,9, ≥0,5% C org. i pierwotne uziarnienie piasków luźnych. Przy intensywnej, długotrwałej akumulacji może powstać nawet orsztyn. Jest poziomem diagnostycznym gleb bielicoziemnych.
Uwaga: w międzynarodowej systematyce gleb WRB oraz amerykańskiej Soil Taxonomy również wydziela się poziom spodic. Jest on podobny, lecz nie musi on być wydzielany na podstawie identycznych kryteriów.

### vertic
Poziom zawierający ≥30% frakcji iłu, składającego się głównie z pęczniejących minerałów ilastych, którego cechy wynikają z okresowego kurczenia się i pęcznienia materiału. Ma on miąższość >25 cm, ostrokrawędzistą, pryzmatyczną strukturę, wygładzone powierzchnie ślizgu (slickensides) i wartość współczynnika rozszerzalności liniowej COLE >0,6. Poziom diagnostyczny vertisoli.
Uwaga: w międzynarodowej systematyce gleb WRB również wydziela się poziom vertic. Jest on podobny, lecz nie musi on być wydzielany na podstawie identycznych kryteriów.
Wyżej wymienione poziomy są kontynuacją wydzielania poziomów diagnostycznych w systematyce gleb Polski z 1989 r. Te zaś były inspirowane poziomami diagnostycznymi USDA Soil Taksonomy (1975).

## Listy poziomów diagnostycznych Systematyki gleb Polski (1989), USDA Soil Taxonomy (1999) i WRB (2014)
W systematyce gleb Polski z 1989 r. wyróżniano następujące poziomy diagnostyczne: mollic, anthropic, umbric, melanic, plaggen, histic, ochric, a także cambic, sideric, argillic, natric, spodic, albic, luvic, glejospodic, placic, fragilic, salic, calcic i "plamy glejowe — plamistość". Nie występują w niej materiały, ani właściwości diagnostyczne.
Lista poziomów diagnostycznych klasyfikacji WRB (2014): anthraquic, argic, calcic, cambic, chernic, cryic, duric, ferralic, ferric, folic, fragic, fulvic, gypsic, histic, hortic, hydragric, irragric, melanic, mollic, natric, nitic, petrocalcic, petroduric, petrogypsic, petroplinthic, pisoplinthic, plaggic, plinthic, pretic, protovertic, salic, sombric, spodic, terric, thionic, umbric, vertic. Oprócz nich występują w niej materiały i właściwości diagnostyczne.
Lista poziomów diagnostycznych USDA Soil Taxonomy (1999): anthropic, folistic, histic, melanic, mollic, ochric, plaggen, umbric, a także argic, albic, argillic, calcic, cambic, duripan, fragipan, glossic, gypsic, kandic, natric, orstein, oxic, petrocalcic, petrogypsic, placic, salic, sombric, spodic. Oprócz nich występują w niej materiały i właściwości diagnostyczne.
Poziomy diagnostyczne, które tak samo się nazywają w różnych klasyfikacjach są do siebie podobne, mogą, ale zwykle nie mają identycznych kryteriów wydzielania.